# Symphonie no 4 de Magnard
Pour les articles homonymes, voir Symphonie no 4.
La Symphonie no 4 en do dièse mineur op. 21 est la dernière des quatre symphonies écrites par Albéric Magnard.

## Historique
Elle a été écrite en 1911-1913 à Baron, soit plus de quatorze ans après sa troisième symphonie. Elle est dédiée à l'Orchestre de l'Union des femmes professeurs et compositeurs qui en fit une première exécution peu probante.
Elle a été rejouée le 16 mai 1914 sous la direction de Rhené-Baton avec un succès plus important.

## Structure
Elle comporte quatre mouvements et son exécution demande environ un peu moins de trois-quarts d’heure. 
1. Modéré - Allegro
2. Vif
3. Sans lenteur et nuancé
4. Animé

Durée de l'interprétation : Env. 45 minutes

## Orchestration
| Instrumentation de la quatrième symphonie en do dièse mineur op. 21                                                  |
| Cordes |
| premiers violons, seconds violons, altos, violoncelles, contrebasses, 1 harpe                                        |
| Bois |
| 1 piccolo, 2 flûtes, 2 hautbois, 1 cor anglais, 2 clarinettes en la bémol, 1 clarinette basse en si bémol, 2 bassons |
| Cuivres |
| 4 cors en fa, 3 trompettes en ut, 3 trombones dont un basse                                                          |
| Percussions |
| timbales |